# Conrad Schlumberger
Conrad Schlumberger (* 2. Oktober 1878 in Gebweiler, Elsass; † 9. Mai 1936 in Stockholm) war ein französischer Geophysiker und Geologe. Nach ihm wurde das Schlumberger-Verfahren benannt.

## Abstammung
Conrad Schlumberger stammt aus einer erfolgreichen Familiendynastie aus dem Elsass (damals Reichsland Elsaß-Lothringen), deren Wurzeln bis ins 16. Jh. aus der schwäbischen Region Ulm zurückgeht. Die Familie war evangelischen Glaubens und hatte pro-französische Sympathien.
Der Vater, Paul Schlumberger, ist Nachfahre einer Familie, die unter anderem während der Industrialisierung namhaft geworden ist, und zwar durch Nicolas Schlumberger, der 1812 eine Spinnerei auf die Herstellung feiner gesponnener Baumwollfäden spezialisiert gründete.
Die Mutter, Marguerite Schlumberger, geborene de Witt, war die Tochter von Conrad de Witt, Abgeordneter aus dem Calvados, und Enkelin des Politikers François Guizot, Mitglied der Académie française, Minister unter Louis-Philippe. Sie war Philanthropin und Feministin und sehr engagiert in Vereinen, die Prostituierte aus ihrer Lage unterstützen. Als suffragiste präsidierte sie die Internationale Liga für Frauenrechte (ligue internationale des droits de la femme). Im Schloss der Mutter in Crèvecœur-en-Auge ist dem Paar ein Museum gewidmet. Ihre heutigen Nachkommen Die Seydoux-Dynastie sind direkte Nachkommen der Mutter.
Aus der Ehe, 1876 abgeschlossen, entstammten sechs Geschwister:
- 1877 Paul Conrad Nicolas „Jean“ Schlumberger, Verleger und Gründer der Nouvelle Revue française.
- 1878 François Conrad, Ingenieur
- 1879 Léon Théodore „Daniel“, Ingenieur und Betriebsleiter des Weinguts der Familie Val-Richer, 1915 verstorben; heiratete Fanny de Turckheim (1880–1965)
- 1883 Henriette Alsa „Pauline“, heiratet Albert Doll, Diplom Architekt der école nationale supérieure des Beaux-Arts de Paris
- 1884  Henri Émile Marcel Schlumberger, École centrale de Paris, dann Ingenieur bei der französischen Eisenbahn SNCF. Mit-Erfinder eines der ersten Panzer. Großvater der Seydoux-Dynastie.
- 1886 Charles Philippe Maurice Schlumberger, Gründer der gleichnamigen Bank, heute Neuflize OBC

## Leben
Conrad verbrachte seine Jugend in Guebwiller. Da die Familie sich für die französische Staatsangehörigkeit entschieden hatte, besuchte er ab 1893 das traditionsreiche Lycée Condorcet. Nach dem Abitur absolvierte er an der höheren Lehranstalt Lycée Saint-Louis zweijährige Vorbereitungsklassen zum Studium an zwei französischen Grandes Ecoles, der prestigeträchtigen École polytechnique in Paris (er wurde Zweitbester des Jahrgangs) und der École Nationale Supérieure des Mines und wurde 1904 staatlicher Bergingenieur.
Er trat den Dienst als Bergingenieur in Rodez an und wurde 1905 nach Toulouse versetzt. 1906 wurde er zum Professor für Physik an der École nationale supérieure des mines de Saint-Étienne ernannt und behielt diese Stelle bis 1914. Ab 1907 erhielt er die gleiche Stelle an der École Supérieure des Mines in Paris. 1912 entdeckte Conrad den Zusammenhang zwischen elektrischem Potential und dem Vorkommen von Mineralstoffen. Zunächst verifizierte er seine Entdeckung im Labor der Ecole des Mines mittels einer Badewanne, in der er Erdschichten nachstellte und machte sich an die Arbeit, seine Erkenntnisse zu vertiefen. Das Verfahren wurde später nach ihm benannt. Im Rahmen seiner Tätigkeiten unternahm er Studienreisen weltweit. So kartierte er 1914 bei Bor in Serbien Pyrit-Körper mit Hilfe der Eigenpotentialmessung an der Erdoberfläche.
Der Erste Weltkrieg, während dessen er als Offizier der Artillerie diente, unterbrach diese Karriere, auch wenn er 1916 die Ehrung als Officier de la Légion d’honneur erhielt. Unmittelbar nach dem Krieg wurde er 1918 beauftragt, den Bergbau Elsass-Lothringen und Saarland als Chefingenieur neu zu gestalten, dann kehrte er ein Jahr später als Professor für Physik an die École Supérieure des Mines zurück, wo er sich mit der angewandten Geophysik beschäftigte. Nun schrieb er seine Abschlussarbeit über seine Arbeiten und seine Methodik mit 6 Jahren Verspätung.
Mit finanzieller Unterstützung des Vaters konnte er ab 1919 mit seinem Bruder Marcel Schlumberger wissenschaftlich an der Umsetzung der Methode und entwickelt eine mobile Messapparatur zur Bohrlochsondierung (Wireline Logging- Verfahren). Sie richten sich bei Crèvecœur-en-Auge Atelier und Geschäftsräume ein, wo heute die Schlumberger-Stiftung ihren Sitz hat. Zusammen mit Marcel führte er rund um die Erde experimentelle Arbeiten durch. 1923 schied Conrad Schlumberger aus dem Lehrberuf aus, um sich ganz der vielversprechenden angewandten Geophysik zu widmen.
1926 gründet er mit Marcel ein Ingenieurbüro, die Société de Prospection Électrique, 42, rue Saint-Dominique in Paris, die heute unter dem Namen Schlumberger Limited die weltgrößte Erdöl- und Gasexplorationsfirma ist. Am 5. September 1927 führten die Brüder im Elsass auf Bohrturm 7 südöstlich von Dieffenbach-lès-Wœrth bei Merkwiller-Pechelbronn die weltweit erste auf elektrischem Widerstand beruhende Bohrlochvermessung vor. Die ersten Auftraggeber waren 1930 die USA und die UdSSR.
Es folgten 1931 die Gründung der CGG (Compagnie générale de géophysique) und 1934 der „Schlumberger Well Surveying Corporation“ in Houston, USA.
1936 starb er vorzeitig in Stockholm, auf der Rückkehr nach einer Geschäftsreise nach Russland. Marcel übernahm die Leitung der Unternehmungen.
1904 heiratete er Louise Delpech, aus Clairac (Lot-et-Garonne). Er ist der Vater von
- Anne (1905–1993), Gründerin der Bibliothek für Kinder von Clamart (Bibliothèque pour enfants de Clamart); heiratete den französischen-US Wissenschaftler Henri George Doll (1902–1991)
- Dominique (1908–1998), Philanthropin, Gründerin der Menil Collection und der Rothko Chapel in Houston; heiratete den französischen Adligen Jean (John) de Ménil (1904–1973) Unternehmer, Philanthrop und Kunstsammler.
- Sylvie (1912–1999), Gründerin des Winterskigebiets von Flaine, zusammen mit ihrem Mann, Éric Boissonnas (1913–2005), Geophysiker.

## Ehrungen
- Tour de forage. Das Denkmal wurde 2005 in Dieffenbach-lès-Wœrth in errichtet und hat die Form eines Bohrturmes. Es erinnert an die Bohrlochvermessung von 1927 und ist den beiden Brüdern gewidmet.
- Der Conrad Schlumberger Award, ein Wissenschaftspreis der European Association of Geoscientists and Engineers (EAGE)